# Lauraesilpha
Lauraesilpha är ett släkte av kackerlackor. Lauraesilpha ingår i familjen storkackerlackor.
Kladogram enligt Catalogue of Life:
| Lauraesilpha | \| \| Lauraesilpha angusta \| \| \| \| \| \| Lauraesilpha antiqua \| \| \| \| \| \| Lauraesilpha chazeaui \| \| \| \| \| \| Lauraesilpha dogniensis \| \| \| \| \| \| Lauraesilpha heteroclita \| \| \| \| \| \| Lauraesilpha koghiensis \| \| \| \| \| \| Lauraesilpha mearetoi \| \| \| \| |
|              | \| \| Lauraesilpha angusta \| \| \| \| \| \| Lauraesilpha antiqua \| \| \| \| \| \| Lauraesilpha chazeaui \| \| \| \| \| \| Lauraesilpha dogniensis \| \| \| \| \| \| Lauraesilpha heteroclita \| \| \| \| \| \| Lauraesilpha koghiensis \| \| \| \| \| \| Lauraesilpha mearetoi \| \| \| \| |
|              | Lauraesilpha angusta |
|              | |
|              | Lauraesilpha antiqua |
|              | |
|              | Lauraesilpha chazeaui |
|              | |
|              | Lauraesilpha dogniensis |
|              | |
|              | Lauraesilpha heteroclita |
|              | |
|              | Lauraesilpha koghiensis |
|              | |
|              | Lauraesilpha mearetoi |
|              | |